# Qualificazioni al campionato mondiale di calcio 2026 - UEFA - Fase a gironi, gruppo K

## Classifica
Aggiornata al 10 giugno 2025.
| Pos. | Squadra     | Pt | G | V | N | P | GF | GS | DR |
| ---- | ----------- | -- | - | - | - | - | -- | -- | -- |
| 1.   | Inghilterra | 9  | 3 | 3 | 0 | 0 | 6  | 0  | +6 |
| 2.   | Albania     | 5  | 4 | 1 | 2 | 1 | 4  | 3  | +1 |
| 3.   | Serbia      | 4  | 2 | 1 | 1 | 0 | 3  | 0  | +3 |
| 4.   | Lettonia    | 4  | 3 | 1 | 1 | 1 | 2  | 4  | -2 |
| 5.   | Andorra     | 0  | 4 | 0 | 0 | 4 | 0  | 8  | -8 |

## Risultati

### 1ª giornata
| Arbitro: | Giorgi Kruashvili |

|  |           |          |
|  | Marcatori | 58’ Šits |

| Arbitro: | Alejandro Hernández Hernández |

|                           |           |  |
| Lewis-Skelly 20’ Kane 77’ | Marcatori |  |

### 2ª giornata
| Arbitro: | Sebastian Gishamer |

|                                 |           |  |
| Manaj 9’, 19’ Myrto Uzuni 90+2’ | Marcatori |  |

| Arbitro: | Orel Grinfeld |

|                            |           |  |
| James 38’ Kane 68’ Eze 76’ | Marcatori |  |

### 3ª giornata
| Arbitro: | Igor Pajač |

|  |           |          |
|  | Marcatori | 50’ Kane |

| Tirana 7 giugno 2025, ore 20:45 CEST | Albania      | 0 – 0 referto | Serbia | Arena Kombëtare (20 427 spett.)\| Arbitro: \| Davide Massa \| |
| Arbitro:                             | Davide Massa |               |        |                                                               |

### 4ª giornata
| Arbitro: | Halil Umut Meler |

|                    |           |                         |
| Černomordijs 45+4’ | Marcatori | 29’ (aut.) Černomordijs |

| Arbitro: | Əliyar Ağayev |

|                                  |           |  |
| A. Mitrović 12’, 24’, 53’ (rig.) | Marcatori |  |

### 5ª giornata
| Riga 6 settembre 2025, ore 15:00 CEST | Lettonia | – referto | Serbia | Stadio Daugava |

| Birmingham 6 settembre 2025, ore 18:00 CEST | Inghilterra | – referto | Andorra | Villa Park |

### 6ª giornata
| 9 settembre 2025, ore 20:45 CEST | Albania | – referto | Lettonia |  |

| 9 settembre 2025, ore 20:45 CEST | Serbia | – referto | Inghilterra |  |

### 7ª giornata
| 11 ottobre 2025, ore 15:00 CEST | Lettonia | – referto | Andorra |  |

| 11 ottobre 2025, ore 20:45 CEST | Serbia | – referto | Albania |  |

### 8ª giornata
| 14 ottobre 2025, ore 20:45 CEST | Andorra | – referto | Serbia |  |

| 14 ottobre 2025, ore 20:45 CEST | Lettonia | – referto | Inghilterra |  |

### 9ª giornata
| 13 novembre 2025, ore 20:45 CET | Andorra | – referto | Albania |  |

| 13 novembre 2025, ore 20:45 CET | Inghilterra | – referto | Serbia |  |

### 10ª giornata
| 16 novembre 2025, ore 18:00 CET | Albania | – referto | Inghilterra |  |

| 16 novembre 2025, ore 18:00 CET | Serbia | – referto | Lettonia |  |

## Statistiche

### Classifica marcatori
Aggiornata al 10 giugno 2025.
3 reti
- Harry Kane

- Aleksandar Mitrović (1 rig.)

2 reti
- Rey Manaj

1 rete
- Myrto Uzuni
- Eberechi Eze

- Reece James
- Myles Lewis-Skelly

- Antonijs Černomordijs
- Dario Šits

Autogol
- Antonijs Černomordijs (1, pro  Albania)